# EverTune

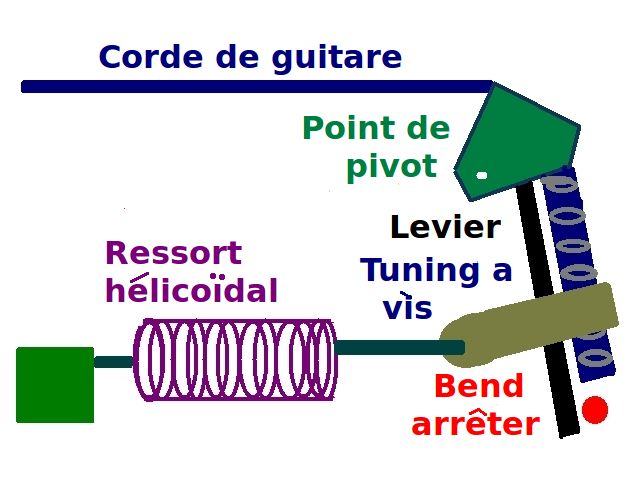
Schéma du mécanisme « EverTune ».

EverTune est un mécanisme permettant d'appliquer une tension constante à une corde de guitare, éliminant le besoin d'accorder l'instrument. Il fonctionne avec un ressort hélicoïdal, un point de pivot, une vis de réglage et une butée. Il est fabriqué par la compagnie « EverTune ».